# Marek Żabka
Marek Michał Żabka (ur. 1955) – polski biolog specjalizujący się w zoologii, konkretniej arachnologii.

## Życiorys
Marek Żabka uzyskał tytuł magistra biologii w 1978 i od tego roku do 1991 pracował w Wyższej Szkole Rolniczo-Pedagogicznej w Siedlcach, najpierw jako asystent, a potem adiunkt. W 1984 otrzymał na Wydziale Biologii i Nauk o Ziemi Uniwersytetu im. Adama Mickiewicza w Poznaniu tytuł doktora nauk biologicznych. Jego promotorem był Jerzy Prószyński. W 1992 został doktorem habilitowanym na tym samym wydziale. W latach 1992-2003 pracował jako profesor na siedleckiej Akademii Podlaskiej. W latach 1995-2008 był kierownikiem Katedry Zoologii, a w latach 2002-2008 dyrektorem Instytutu Biologii. W roku 2003 otrzymał tytuł profesora, a w 2006 profesora zwyczajnego. Odbywał staże zagraniczne m.in. w Queensland Museum, Australian Museum, Australian National Insect Collection, Western Australian Museum, Canterbury Museum, Humboldt-Universität zu Berlin, Hamburg Universität, Universität Innsbruck i University of Papua New Guinea.
Głównym przedmiotem badań prowadzonych przez Marka Żabkę są pająki z rodziny skakunowatych, zwłaszcza systematyka i biogeografia skakunowatych krainy orientalnej i australijskiej, w tym wysp Pacyfiku. W jego dorobku znajduje się blisko 80 publikacji naukowych, artykuły popularnonaukowe oraz książka Pajęczy świat.
W 2008 został odznaczony Brązowym Krzyżem Zasługi, a w 2010 Medalem Komisji Edukacji Narodowej.